# Кюрдско каменарче
Кюрдско каменарче (Oenanthe xanthoprymna) е вид птица от семейство Muscicapidae.

## Разпространение и местообитание
Разпространен е в Египет, Еритрея, Етиопия, Израел, Ирак, Иран, Кувейт, Саудитска Арабия, Сомалия, Судан и Турция.